# Heißfolienprägung

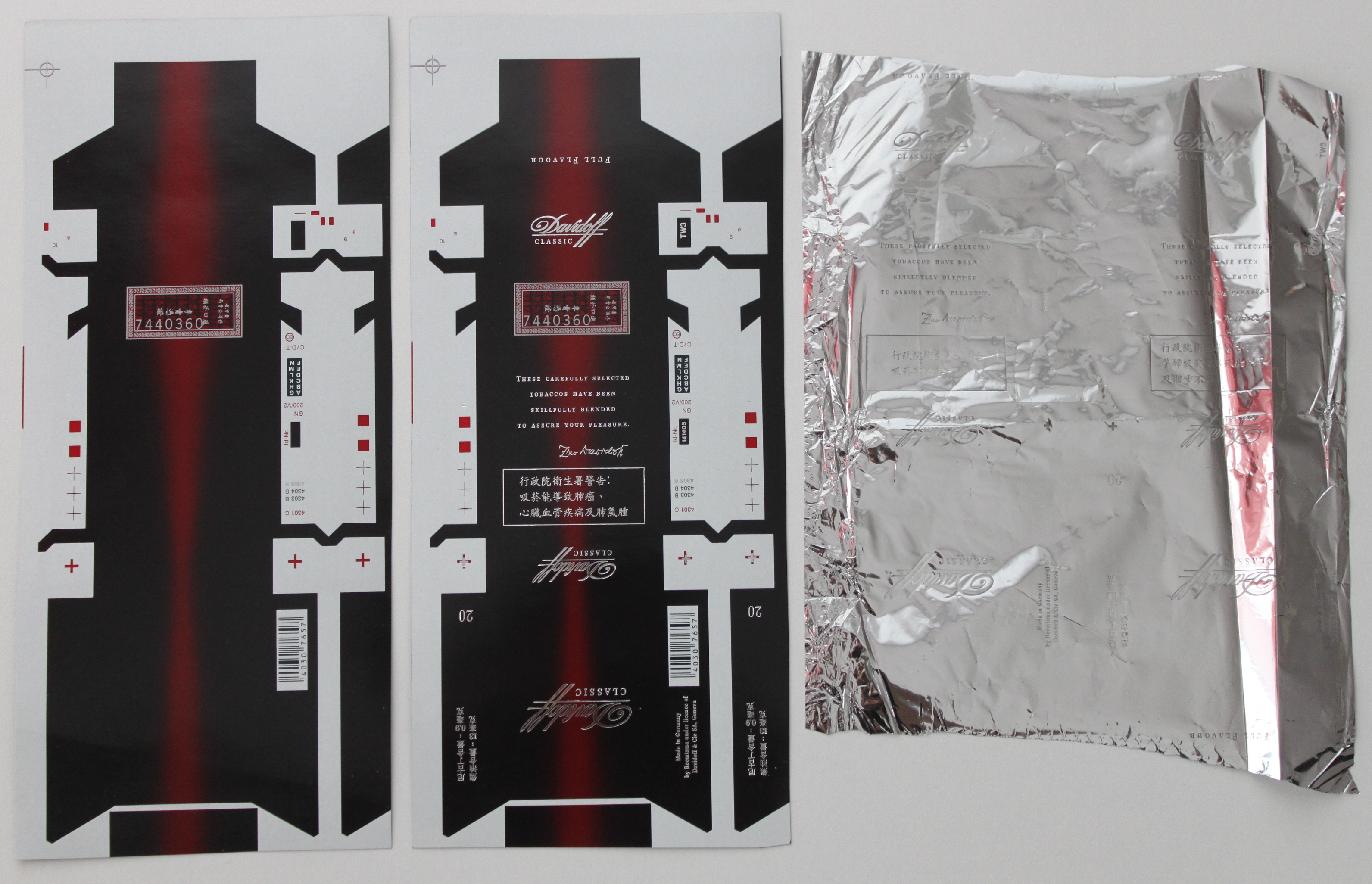
Verpackung vor dem Prägen (links), nach dem Prägen (Mitte) und die Folie nach dem Prägen (rechts)

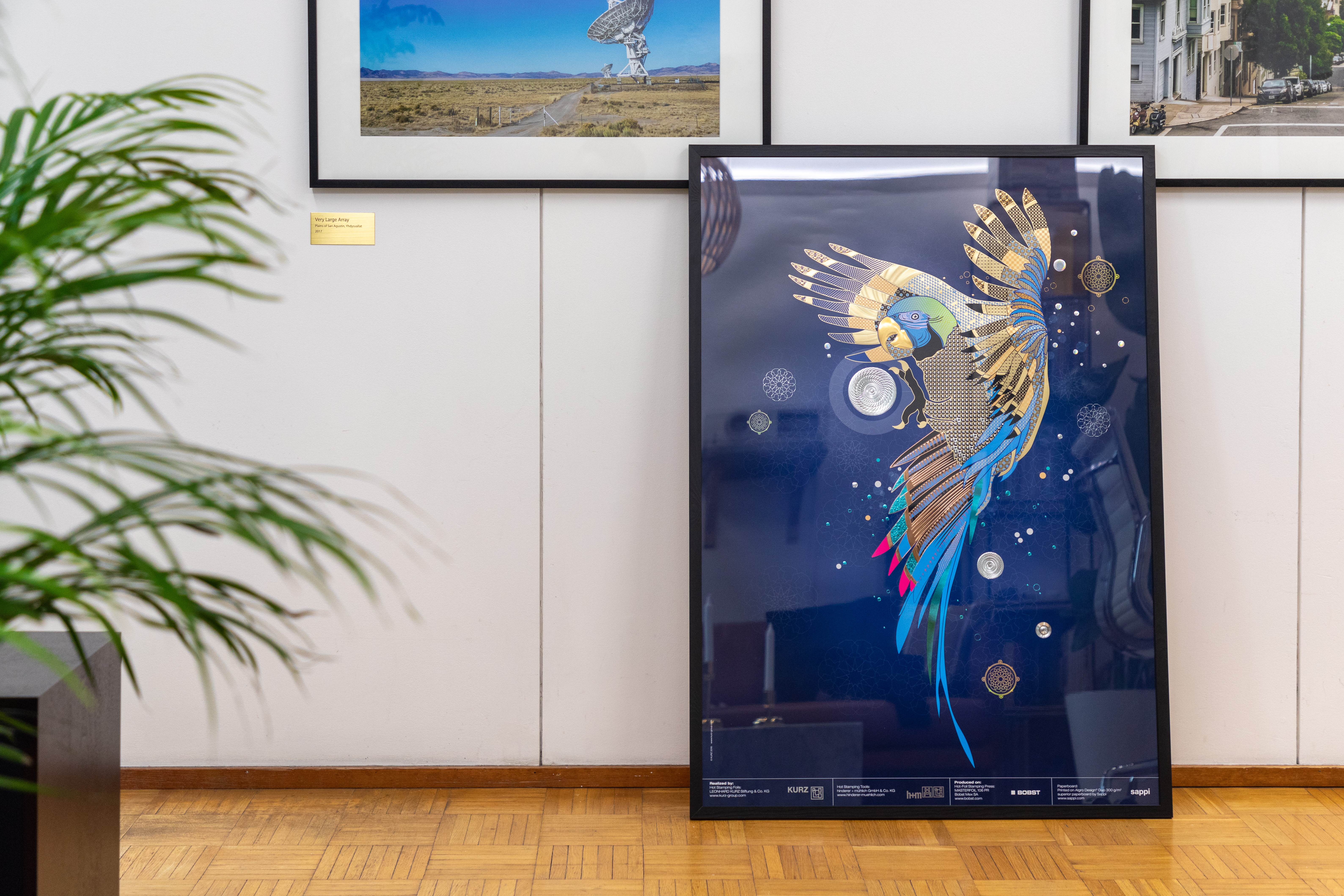
Ein Folierungsmuster von der Messe, in das das gesamte damals öffentlich verfügbare Folierungs-Know-how eingeflossen ist.

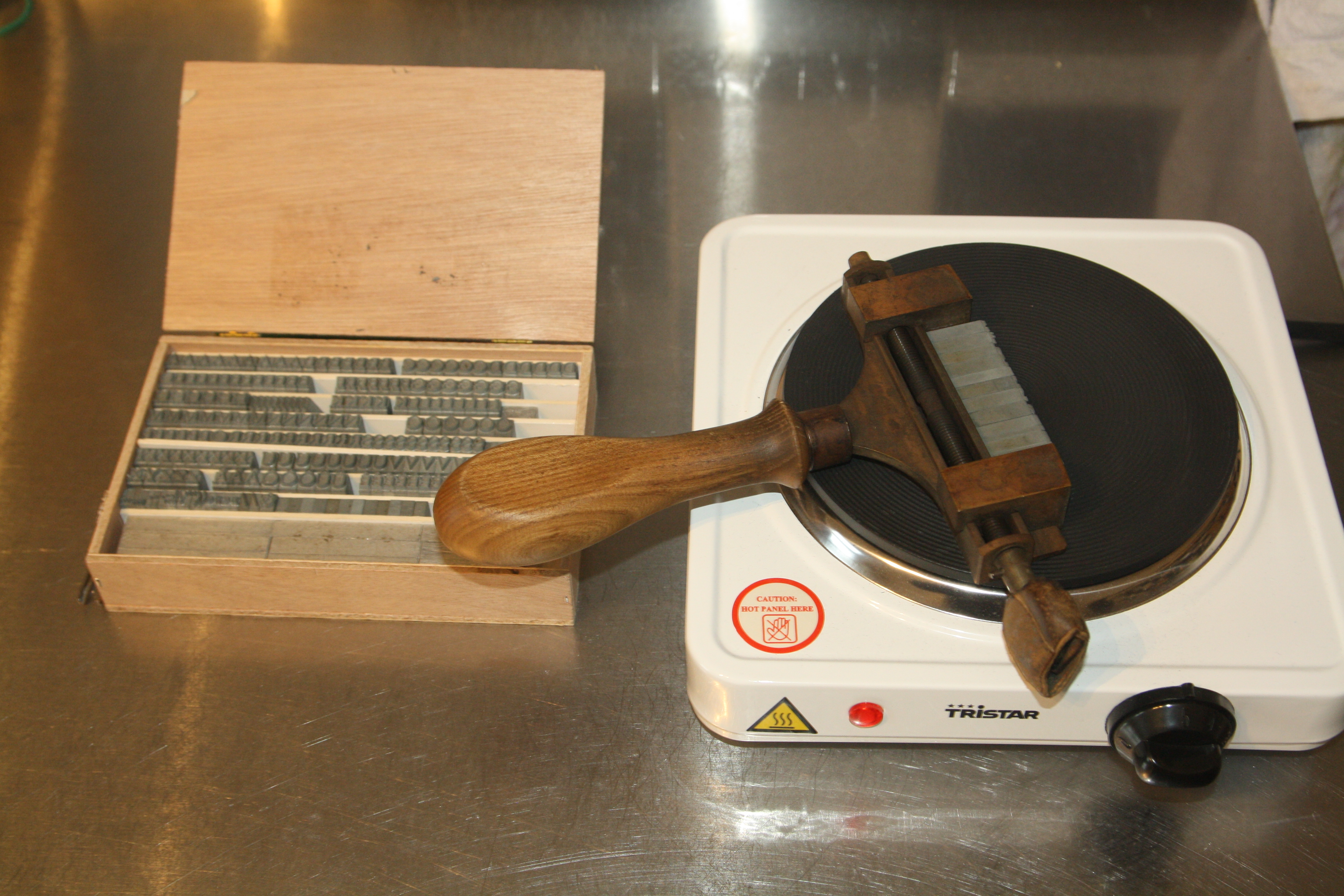
Mit Prägelettern bestückter Handschriftkasten beim Aufheizen auf einer Heizplatte

Heißfolienprägung ist die drucktechnisch dekorative Aufwertung einer Drucksache mittels Folien, deren Beschichtung (z. B. Metallic-Farben) durch Druck und Hitze herausgelöst und auf das Papier bzw. den Karton gepresst wird. Oft wird dies auch in Verbindung mit Prägedruck angewandt, zum Beispiel bei Kosmetik- und Pralinenpackungen auf Schmuckdosen.
Die Heißfolienprägung kann im Druckverfahren auch mit einer Reliefprägung bzw. Hochprägung kombiniert werden.
Eine Heißfolienprägung wird auch Prägefoliendruck genannt und ist ein traditioneller Prozess der Handwerkskunst im Druck. Von dem zu prägenden Design wird ein Magnesium- oder Messingstempel hergestellt, der dann klassisch mit einem Heißfolien-Prägetiegel in den Bedruckstoff geprägt wird. Für ein komplexes Prägemotiv verbunden mit einer größeren Prägetiefe und einer höheren Haltbarkeit im Fortdruck kommt meistens der kostenintensivere Messingstempel zum Einsatz. Alternativ ist mittlerweile auch ein digitaler Heißfoliendruck möglich, der aber nur ohne Prägung möglich ist.
Die am meisten verwendeten Heißfolien sind Gold, Silber und Kupfer, aber es sind auch viele weitere metallische sowie farbige und holografische Folien verfügbar. Eine Heißfolienprägung ist für viele Printprodukte gut geeignet. Dazu gehören Umschläge für Broschüren und Bücher, Folder, Verpackungen, Geschäftsdrucksachen, Einladungskarten, Weihnachtskarten und vieles mehr. Mit der gleichen Folie kann man eine Heißfolienprägung auch zusätzlich mit einer glänzenden Schnittveredelung kombinieren.
Eine Druckmaschine, die sehr oft für die Heißfolienprägung eingesetzt wird, ist der Original Heidelberger Tiegel. Im handwerklichen Bereich kommen zur Heißfolienprägung auch Handgeräte, sogenannte Handschriftkästen, zum Einsatz, in die zum Beispiel Lettern oder andere kleine Prägeklischees eingespannt werden können. Die Prägeklischees werden dann mit dem Handschriftkasten erwärmt und zur Heißfolienprägung eingesetzt.